# Grupa 47

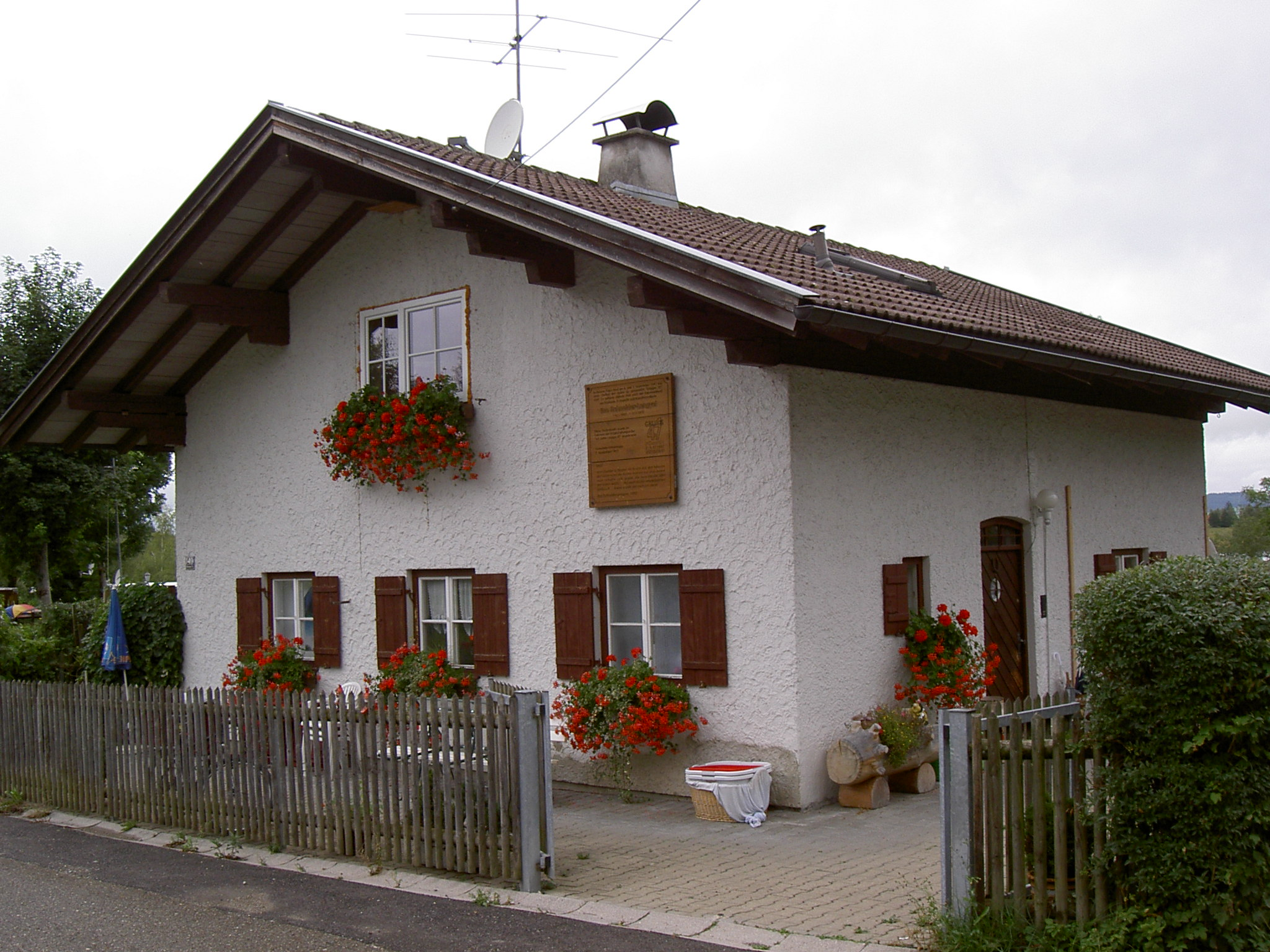
Dom, w którym powstała Grupa 47, dawne miejsce zamieszkania Ilse Schneider-Lengyela

Jako Grupę 47 (niem. Gruppe 47) określa się uczestników niemieckojęzycznych spotkań literackich organizowanych przez Hansa Wernera Richtera w okresie od 1947 do 1967. Grupa jednoczyła pisarzy odrzucających nazizm i popierających uprawianie literatury społecznie zaangażowanej. Celem było wspieranie młodych i nieznanych autorów. W krótkim czasie grupa stała się ważnym elementem literatury Republiki Federalnej Niemiec. Przestała istnieć w 1968, choć ostatnie jej spotkanie odbyło się w 1977. Alegorią Grupy 47 jest powieść Güntera Grassa Spotkanie w Telgte.

## Nagroda literacka Grupy 47
Nagroda literacka Grupy 47 wręczana była w latach 1950–1967 nieznanym w szerszych kręgach pisarzom. Otrzymali ją:
- 1950: Günter Eich, za wiersze z tomiku Abgelegene Gehöfte
- 1951: Heinrich Böll, za satyrę Die schwarzen Schafe
- 1952: Ilse Aichinger, za Spiegelgeschichte
- 1953: Ingeborg Bachmann, za cztery wiersze z tomiku Die gestundete Zeit
- 1954: Adriaan Morriën(inne języki), za satyrę Zu große Gastlichkeit verjagt die Gäste
- 1955: Martin Walser, za opowiadanie Templones Ende
- 1958: Günter Grass za pierwszy rozdział powieści Blaszany bębenek (1959)
- 1962: Johannes Bobrowski, za wiersze z tomiku Sarmatische Zeit
- 1965: Peter Bichsel, za odczyt z powieści Die Jahreszeiten
- 1967: Jürgen Becker(inne języki), za odczyt z Ränder

## Wybrani uczestnicy spotkań
- Ilse Aichinger
- Carl Amery(inne języki)
- Alfred Andersch
- Ingeborg Bachmann
- Jürgen Becker(inne języki)
- Peter Bichsel
- Johannes Bobrowski
- Heinrich Böll
- Nicolas Born
- Paul Celan
- Günter Eich
- Gisela Elsner(inne języki)
- Hans Magnus Enzensberger
- Hubert Fichte(inne języki)
- Erich Fried
- Heinz Friedrich(inne języki)
- Günter Grass
- Walter Maria Guggenheimer(inne języki)
- Peter Handke
- Helmut Heißenbüttel(inne języki)
- Wolfgang Hildesheimer(inne języki)
- Gustav René Hocke(inne języki)
- Walter Höllerer(inne języki)
- Walter Jens(inne języki)
- Uwe Johnson
- Joachim Kaiser(inne języki)
- Hellmuth Karasek
- Erich Kästner

- Alexander Kluge
- Wolfgang Koeppen
- Walter Kolbenhoff(inne języki)
- Barbara König(inne języki)
- Karl Krolow(inne języki)
- Siegfried Lenz
- Reinhard Lettau(inne języki)
- Jakov Lind(inne języki)
- Hans Mayer(inne języki)
- Ivan Nagel(inne języki)
- Rüdiger Proske(inne języki)
- Fritz J. Raddatz
- Marcel Reich-Ranicki
- Ruth Rehmann(inne języki)
- Hans Werner Richter (inicjator i prowadzący)
- Toni Richter(inne języki)
- Klaus Roehler(inne języki)
- Peter Rühmkorf(inne języki)
- Hans Sahl(inne języki)
- Franz-Joseph Schneider(inne języki)
- Ilse Schneider-Lengyel(inne języki)
- Wolfdietrich Schnurre(inne języki)
- Martin Walser
- Peter Weiss
- Dieter Wellershoff
- Wolfgang Weyrauch(inne języki)
- Gabriele Wohmann(inne języki)
- Ror Wolf(inne języki)

## Opracowania
- Heinz Ludwig Arnold: Die Gruppe 47. Rowohlt, Reinbek 2004, ISBN 3-499-50667-X.
- Heinz Ludwig Arnold (Hrsg.): Die Gruppe 47 – Ein kritischer Grundriß. Sonderband der Edition Text + Kritik. 3. überarbeitete Auflage. Text + Kritik, München 2004, ISBN 3-88377-762-5.
- Nicolas Born und Jürgen Manthey (Hrsg.): Literaturmagazin 7 – Nachkriegsliteratur. Rowohlt, Reinbek 1977, ISBN 3-499-25087-X.
- Klaus Briegleb: Mißachtung und Tabu. Eine Streitschrift zur Frage: Wie antisemitisch war die Gruppe 47?, Philo, Berlin 2003, ISBN 3-8257-0300-2.
- Reinhard Lettau(inne języki) (Hrsg.): Die Gruppe 47 – Bericht Kritik Polemik. Ein Handbuch. Luchterhand, Neuwied und Berlin 1967
- Hans A. Neunzig (Hrsg.): Der Ruf – Unabhängige Blätter für die junge Generation. Eine Auswahl. Vorwort von Hans Werner Richter, Einleitung von Hans A. Neunzig. Nymphenburger Verlagshandlung, München 1976
- Hans A. Neunzig (Hrsg.): Hans Werner Richter und die Gruppe 47. Mit Beiträgen von Walter Jens(inne języki), Marcel Reich-Ranicki, Peter Wapnewski(inne języki) u. a. Nymphenburger Verlagshandlung, München 1979
- Hans Werner Richter: Im Etablissement der Schmetterlinge. Einundzwanzig Portraits aus der Gruppe 47. Hanser, München und 1986. Neuausgabe mit Photos von Renate von Mangoldt: Wagenbach, Berlin 2004, ISBN 3-8031-2499-9.
- Hans Werner Richter (Hrsg.) in Zusammenarbeit mit Walter Mannzen: Almanach der Gruppe 47 1947-1962. Rowohlt, Reinbek 1962
- Hans Schwab-Felisch (Hrsg.): Der Ruf – Eine deutsche Nachkriegszeitschrift. Mit einem Geleitwort von Hans Werner Richter. dtv, München 1962